# العلاقات الإسرائيلية الفلبينية
العلاقات الفلبينية الإسرائيلية هي العلاقات الثنائية التي تجمع بين الفلبين وإسرائيل.

## مقارنة بين البلدين
هذه مقارنة عامة ومرجعية للدولتين:
| وجه المقارنة                                              | الفلبين                       | إسرائيل                                                             |
| --------------------------------------------------------- | ----------------------------- | ------------------------------------------------------------------- |
| المساحة (كم2)                                             | 343.45 ألف                    | 20.77 ألف                                                           |
| عدد السكان (نسمة)                                         | 104.92 مليون                  | 8.89 مليون                                                          |
| الكثافة السكانية (ن./كم²)                                 | 305.49                        | 428.02                                                              |
| العاصمة                                                   | مانيلا                        | القدس                                                               |
| اللغة الرسمية                                             | اللغة الفلبينية، لغة إنجليزية | اللغة العبرية، اللغة العربية                                        |
| العملة                                                    | بيسو فلبيني                   | شيكل إسرائيلي جديد، شيكل إسرائيلي قديم، جنيه فلسطيني، جنيه إسرائيلي |
| الناتج المحلي الإجمالي (بليون دولار)                      | 313.60 مليار                  | 350.85 مليار                                                        |
| الناتج المحلي الإجمالي (تعادل القوة الشرائية) بليون دولار | 743.90 مليار                  | 306.51 مليار                                                        |
| الناتج المحلي الإجمالي الاسمي للفرد دولار أمريكي          | 2.90 ألف                      | 35.73 ألف                                                           |
| الناتج المحلي الإجمالي للفرد دولار أمريكي                 | 7.39 ألف                      | 36.58 ألف                                                           |
| مؤشر التنمية البشرية                                      | 0.668                         | 0.899                                                               |
| رمز المكالمات الدولي                                      | +63                           | +972                                                                |
| رمز الإنترنت                                              | .ph                           | .il                                                                 |
| المنطقة الزمنية                                           | توقيت الفلبين                 | توقيت إسرائيل، Israel Summer Time ‏                                  |

## مدن متوأمة
في ما يلي قائمة باتفاقيات التوأمة بين مدن فلبينية وإسرائيلية:
- ترتبط مدينة سيبو مع بئر السبع باتفاقية توأمة.
- ترتبط مانيلا مع حيفا باتفاقية توأمة منذ 1966.[20][20][20]

## منظمات دولية مشتركة
يشترك البلدان في عضوية مجموعة من المنظمات الدولية، منها:
| علم المنظمة | اسم المنظمة                               | تاريخ انضمام الفلبين | تاريخ انضمام إسرائيل |
| ----------- | ----------------------------------------- | -------------------- | -------------------- |
|             | مؤسسة التنمية الدولية                     | 28 أكتوبر 1960       | 22 ديسمبر 1960       |
|             | الأمم المتحدة                             | 24 أكتوبر 1945       | 11 مايو 1949         |
|             | منظمة التجارة العالمية                    | 1995                 | 21 أبريل 1995        |
|             | منظمة الشرطة الجنائية الدولية             | ?                    | ?                    |
|             | المركز الدولي لتسوية المنازعات الاستشارية | 17 ديسمبر 1978       | 22 يوليو 1983        |
|             | الاتحاد الدولي للاتصالات                  | 25 مايو 1912         | 24 يونيو 1948        |
|             | الفريق المعني برصد الأرض                  | ?                    | ?                    |
|             | البنك الدولي للإنشاء والتعمير             | 27 ديسمبر 1945       | 12 يوليو 1954        |
|             | الاتحاد البريدي العالمي                   | ?                    | ?                    |
|             | مؤسسة التمويل الدولية                     | 12 أغسطس 1957        | 26 سبتمبر 1956       |
|             | وكالة ضمان الاستثمار متعدد الأطراف        | 8 فبراير 1994        | 21 مايو 1992         |
|             | يونسكو                                    | 21 نوفمبر 1946       | 16 سبتمبر 1949       |

## وصلات خارجية
- موقع وزارة الخارجية الفلبينية
- موقع وزارة الخارجية الإسرائيلية